# Rezgéscsillapító

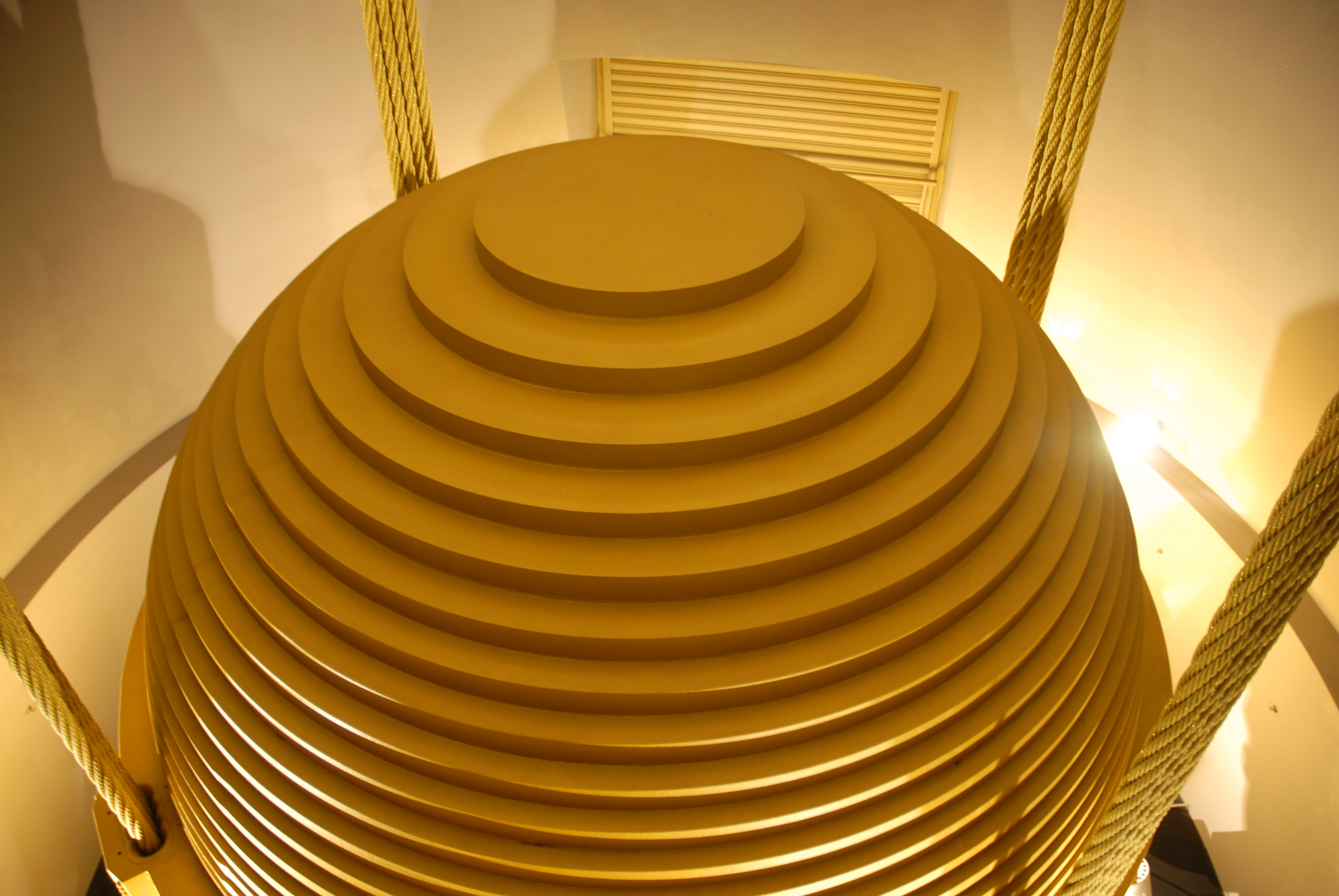
A világ legnagyobb lengéscsillapítója a Taipei 101 épüleben

A rezgéscsillapító (tuned mass damper vagy TMD), más néven harmonikus elnyelő vagy szeizmikus csillapító, egy szerkezetekbe szerelt eszköz, amely a mechanikai rezgések csökkentésére szolgál, és egy vagy több csillapított rugóra szerelt tömegből áll. Lengési frekvenciája a tárgy rezonanciafrekvenciájához hasonlóra van hangolva, és csökkenti a tárgy maximális amplitúdóját, miközben sokkal kisebb súlyú, mint az.
A rezgéscsillapítók megakadályozhatják a kellemetlenségeket, a károsodást vagy akár a szerkezeti meghibásodásokat is. Gyakran használják őket erőátvitelben, autókban és épületekben.

## Működési elve
A rezgéscsillapítók stabilizálják a harmonikus rezgés által okozott heves mozgást. Egy viszonylag könnyű alkatrészt használnak a rendszer rezgésének csökkentésére, hogy a legrosszabb esetben fellépő rezgések kevésbé legyenek intenzívek. Nagyjából elmondható, hogy a gyakorlati rendszereket úgy hangolják, hogy vagy a fő módust elmozdítsák egy zavaró gerjesztési frekvenciától, vagy csillapítást adjanak egy olyan rezonanciához, amelyet nehéz vagy drága közvetlenül csillapítani. Ez utóbbira példa a főtengely torziós csillapítója. A tömegcsillapítókat gyakran súrlódó vagy hidraulikus alkatrésszel valósítják meg, amely a mechanikai mozgási energiát hővé alakítja, mint például egy autóipari lengéscsillapító.